# His Majesty's Prison Service
His Majesty Prison Service (in breve, Prison Service, in italiano: Servizio delle prigioni di Sua Maestà) è un'agenzia governativa britannica responsabile della gestione della maggior parte delle carceri in Inghilterra e Galles. È collegata al National Offender Management Service del governo del Regno Unito. La Scozia e l'Irlanda del Nord hanno il proprio servizio di gestione: rispettivamente lo Scottish Prison Service e il Northern Ireland Prison Service.
La sede del Prison Service si trova a Clive House. In precedenza, era Cleland House nella città di Westminster a Londra.